# Kyren Williams
Kyren Williams (St. Louis, 26 agosto 2000) è un giocatore di football americano statunitense che milita nel ruolo di running back per i Los Angeles Rams della National Football League (NFL).

## Carriera

### Los Angeles Rams
Williams fu scelto dai Los Angeles Rams nel corso del quinto giro (164º assoluto) del Draft NFL 2022. Il 7 giugno 2022 fu annunciata la frattura di un piede in allenamento e la conseguente operazione chirurgica. Il 13 settembre fu inserito in lista infortunati. Il 26 ottobre fu designato per il ritorno. Tornò nel roster attivo il 12 novembre e nella sua prima stagione disputò 10 partite, nessuna delle quali come titolare, con 139 yard corse.
Nel quarto turno della stagione 2023, Williams superò per la prima volta le cento yard corse e segnò due touchdown nella vittoria ai tempi supplementari contro gli Indianapolis Colts. Due settimane dopo corse un nuovo primato personale di 158 yard nella vittoria sugli Arizona Cardinals. Nella settimana 12, di ritorno da un infortunio alla caviglia, guadagnò un nuovo primato personale di 203 yard dalla linea di scrimmage e segnò due touchdown nella vittoria sui Cardinals, venendo premiato come miglior giocatore offensivo della NFC della settimana. Nella settimana 15 corse 149 yard ma perse anche due fumble nella vittoria sui Cardinals. A fine stagione fu convocato per il suo primo Pro Bowl e inserito nel Second-team All-Pro dopo essersi classificato terzo nella NFL con 1.144 yard corse e settimo con 12 touchdown su corsa.
Nel terzo turno della stagione 2024, Williams impedì ai Rams di partire con un record di 0-3 andando a rimontare uno svantaggio di 14 punti ai 49ers con 116 yard totali e 3 touchdown nel 27-24 finale. Nel settimo turno andò a segno per il nono turno consecutivo, pareggiando la quarta striscia più lunga di sempre, nella vittoria sui Las Vegas Raiders. Nella settimana 13 corse 104 yard e un touchdown nella vittoria sui New Orleans Saints. Chiuse l'annata al quinto posto della NFL con 14 touchdown su corsa e al settimo con 1.299 yard corse.
Il 5 agosto 2025 Williams firmò un nuovo contratto triennale del valore di 33 milioni di dollari.

## Palmarès
- Convocazioni al Pro Bowl: 1

2023
- Second-team All-Pro: 1

2023
- Giocatore offensivo della NFC della settimana: 1

12ª del 2023